# ریزوکتونیا
ریزوکتونیا (به انگلیسی: Rhizoctonia) نام یک سرده از قارچ‌ها است.